# Sapin
Pour les articles homonymes, voir Sapin (homonymie).
Ne doit pas être confondu avec Abies.
Taxons concernés
- Genre :
  - Abies
- Espèce :
  - Cunninghamia lanceolata
  - Picea abies
  - Pseudotsuga menziesiimodifier

Le mot sapin peut désigner diverses espèces d'arbres de la classe des Pinophytes (les conifères).

## Le genreAbies
La littérature botanique francophone tend aujourd'hui à vouloir réserver le nom de « sapin » aux espèces du seul genre Abies, afin de favoriser une nomenclature normalisée en cohérence avec la classification et de bien différencier ce genre d'autres genres de conifères ressemblants, comme Picea  (pour lequel sont préférés les noms d'« épicéa » et d'« épinette ») ou Tsuga (pour lequel le nom de « pruche » est favorisé)
Liste de noms en français de sapins du genre Abies :
- Sapin d'Andalousie - Abies pinsapo,
- Sapin argenté - Abies pindrow,
- Sapin du Baishanzu - Abies beshanzuensis,
- Sapin baumier - Abies balsamea,
- Sapin du Bhoutan - Abies densa,
- Sapin blanc - Abies alba,
- Sapin bractéifère - Abies bracteata,
- Sapin de Bulgarie - Abies borisii-regis,
- Sapin du Caucase - Abies nordmanniana,
- Sapin de Céphalonie - Abies cephalonica,
- Sapin du Chensi - Abies chensiensis,
- Sapin de Cilicie - Abies cilicica,
- Sapin du Colorado - Abies concolor,
- Sapin commun - Abies alba,
- Sapin de Corée - Abies koreana,
- Sapin de Delavay - Abies delavayi,
- Sapin de Durango - Abies durangensis,
- Sapin écailleux - Abies squamata,
- Sapin d'Espagne - Abies pinsapo,
- Sapin de Faber - Abies fabri,
- Sapin du Fanjingshan - Abies fanjingshanensis,
- Sapin de Farges - Abies fargesii,
- Sapin de Forrest - Abies forrestii,
- Sapin de Fraser - Abies fraseri,
- Sapin géant - Abies grandis,
- Sapin gracieux - Abies amabilis,
- Sapin de Grèce - Abies cephalonica,
- Sapin du Guatemala - Abies guatemalensis,
- Sapin de Hickel - Abies hickelii,
- Sapin de l'Himalaya oriental - Abies spectabilis,
- Sapin de Khinghan - Abies nephrolepis,
- Sapin de Mandchourie -  Abies holophylla,
- Sapin de Maries - Abies mariesii,
- Sapin du Maroc - Abies pinsapo,
- Sapin de Min - Abies recurvata,
- Sapin de Momi - Abies firma,
- Sapin de Nikko - Abies homolepis,
- Sapin noble - Abies procera,
- Sapin de Nordmann - Abies nordmanniana,
- Sapin de Numidie - Abies numidica,
- Sapin de l'Orégon - Abies procera,
- Sapin pectiné - Abies alba,
- Sapin des Rocheuses - Abies lasiocarpa,
- Sapin du roi Boris - Abies borisii-regis,
- Sapin rouge - Abies magnifica,
- Sapin de Sakhaline - Abies sachalinensis,
- Sapin de Santa Lucia - Abies bracteata,
- Sapin de Sibérie - Abies sibirica,
- Sapin de Sicile - Abies nebrodensis,
- Sapin subalpin - Abies lasiocarpa,
- Sapin de Taiwan - Abies kawakamii,
- Sapin des Taurus - Abies cilicica,
- Sapin de Turquie - Abies bornmuelleriana,
- Sapin de Vancouver - Abies grandis,
- Sapin de Veitch - Abies veitchii,
- Sapin de Vejar - Abies vejarii,
- Sapin des Vogses - Abies alba,
- Sapin du Yuanbaoshan - Abies yuanbaoshanensis,
- Sapin du Ziyuan - Abies ziyuanensis.

## Dans les autres genres
Cependant le mot « sapin » est très ancien dans la langue française. Il a servi et sert encore à désigner divers conifères dans différents genres botaniques.

### Le cas particulier dePicea abies
Picea abies, espèce européenne dont le nom français actuel le plus répandu est « Épicéa commun », a la particularité d'avoir longtemps été considéré comme un « sapin ». Ainsi l'un de ses noms vernaculaires les plus usités était « sapin rouge », permettant de le différencier du « sapin blanc » (Abies alba) par la couleur de leur écorce. Cependant le nom  de « pesse » dérivé du latin picea, semble avoir été un nom vernaculaire de Picea abies très répandu en ancien français, le distinguant déjà du « sapin » (Abies alba). Les botanistes francophones du début du XIXe siècle ont décidé de changer son nom en inventant le mot « picéa », devenu « épicéa », pour marquer la classification de Picea abies dans un genre distinct de celui d’Abies alba. Aujourd'hui la littérature botanique tend à proscrire l'usage du nom de « sapin » pour Picea abies, le considérant comme une confusion. Mais le nom de « sapin » a longtemps persisté pour désigner cette espèce et connait encore des usages dans le langage courant ou commercial. Ainsi le « sapin de Noël » ou le bois du « sapin du Nord » se réfèrent traditionnellement à Picea abies.
- sapin rouge - Picea abies (à ne pas confondre avec Abies magnifica, qui porte aussi ce nom),
- sapin du Nord - Picea abies,
- sapin de Norvège - Picea abies,
- sapin à Poix - Picea abies,
- sapin de Noël - diverses espèces de conifères peuvent le représenter, mais Picea abies est souvent considéré comme l'espèce historique en Europe,
- faux sapin - Picea abies.

### Autres espèces du genrePicea
D'autres espèces du genre Picea portent parfois le nom de « sapin » dans la littérature en français, bien que de nombreux auteurs leur préfèrent les noms d'« épicéa » ou d'« épinette » pour respecter la cohérence du genre.
- Sapin de Brewer - Picea breweriana
- Sapin du Canada - Picea glauca
- Sapin de l'Himalaya - Picea smithiana
- Sapin de l'île Yeso - Picea jezoensis ssp. hondoensis
- Sapin de Lijiang - Picea likiangensis
- Sapin à queue de tigre - Picea torano
- Sapin de Serbie - Picea omorika
- Sapin de Sitka - Picea sitchensis

### Dans d'autres genres
Certains conifères sont fréquemment nommés « sapin ».
- Sapin de Chine - Cunninghamia lanceolata
- Sapin de Douglas - Pseudotsuga menziesii